# David Cullen
David Albert Cullen (* 30. Dezember 1976 in St. Catharines, Ontario) ist ein ehemaliger kanadischer Eishockeyspieler, der im Verlauf seiner aktiven Karriere zwischen 1995 und 2010 unter anderem 571 Spiele in der American Hockey League (AHL) auf der Position des Verteidigers bestritten hat. Darüber hinaus verbrachte Cullen drei Spielzeiten im deutschsprachigen Raum und absolvierte 19 Partien für die Phoenix Coyotes und Minnesota Wild in der National Hockey League (NHL).

## Karriere
David Cullen begann seine Karriere als Eishockeyspieler in der Mannschaft der University of Maine, für die er von 1995 bis 1999 in der Hockey East aktiv war. Anschließend erhielt der ungedraftete Verteidiger am 16. April 1999 als Free Agent einen Vertrag bei den Phoenix Coyotes, für die er in der Saison 2000/01 sein Debüt in der National Hockey League (NHL) gab. Dabei blieb er in zwei Spielen punkt- und straflos. Zudem kam er zu Beginn der Saison 2001/02 zu weiteren 14 Einsätzen in der NHL für die Mannschaft aus Arizona. Die meiste Zeit von 1999 bis 2002 im Franchise der Coyotes verbrachte er allerdings bei deren Farmteam, den Springfield Falcons, in der American Hockey League (AHL). Nachdem er am 4. Januar 2002 im Tausch für Sébastien Bordeleau an die Minnesota Wild abgegeben worden war, kam er erneut fast ausschließlich zu Einsätzen in der AHL – diesmal für die Houston Aeros, das Farmteam der Wild. Mit diesem gewann er in der Saison 2002/03 den Calder Cup.
Von 2003 bis 2006 stand Cullen in der NHL bei den Buffalo Sabres unter Vertrag, lief aber ausschließlich für deren AHL-Kooperationspartner Rochester Americans auf. Anschließend wurde er von den DEG Metro Stars aus der Deutschen Eishockey Liga (DEL) verpflichtet, die er jedoch bereits nach nur einem Jahr wieder verließ, um in der Saison 2007/08 für Färjestad BK in der schwedischen Elitserien aufzulaufen. Bereits Ende November 2007 wechselte er aber zurück nach Nordamerika, als ihn die Syracuse Crunch aus der AHL über die Waiver-Liste verpflichteten. Im Sommer 2008 wechselte der Kanadier zu den Graz 99ers aus der österreichischen Erste Bank EishockeyLiga (EBEL), für die er bis 2010 spielte und im Anschluss seine aktive Karriere im Alter von 33 Jahren beendete.

## Erfolge und Auszeichnungen
| - 1999 Hockey East First All-Star Team - 1999 NCAA Division-I-Championship mit der University of Maine - 1999 NCAA Championship All-Tournament Team | - 1999 NCAA East First All-American Team - 2003 Calder-Cup-Gewinn mit den Houston Aeros |

## Karrierestatistik
(Legende zur Spielerstatistik: Sp oder GP = absolvierte Spiele; T oder G = erzielte Tore; V oder A = erzielte Assists; Pkt oder Pts = erzielte Scorerpunkte; SM oder PIM = erhaltene Strafminuten; +/− = Plus/Minus-Bilanz; PP = erzielte Überzahltore; SH = erzielte Unterzahltore; GW = erzielte Siegtore; 1 Play-downs/Relegation; Kursiv: Statistik nicht vollständig)